# Joe Tödtling

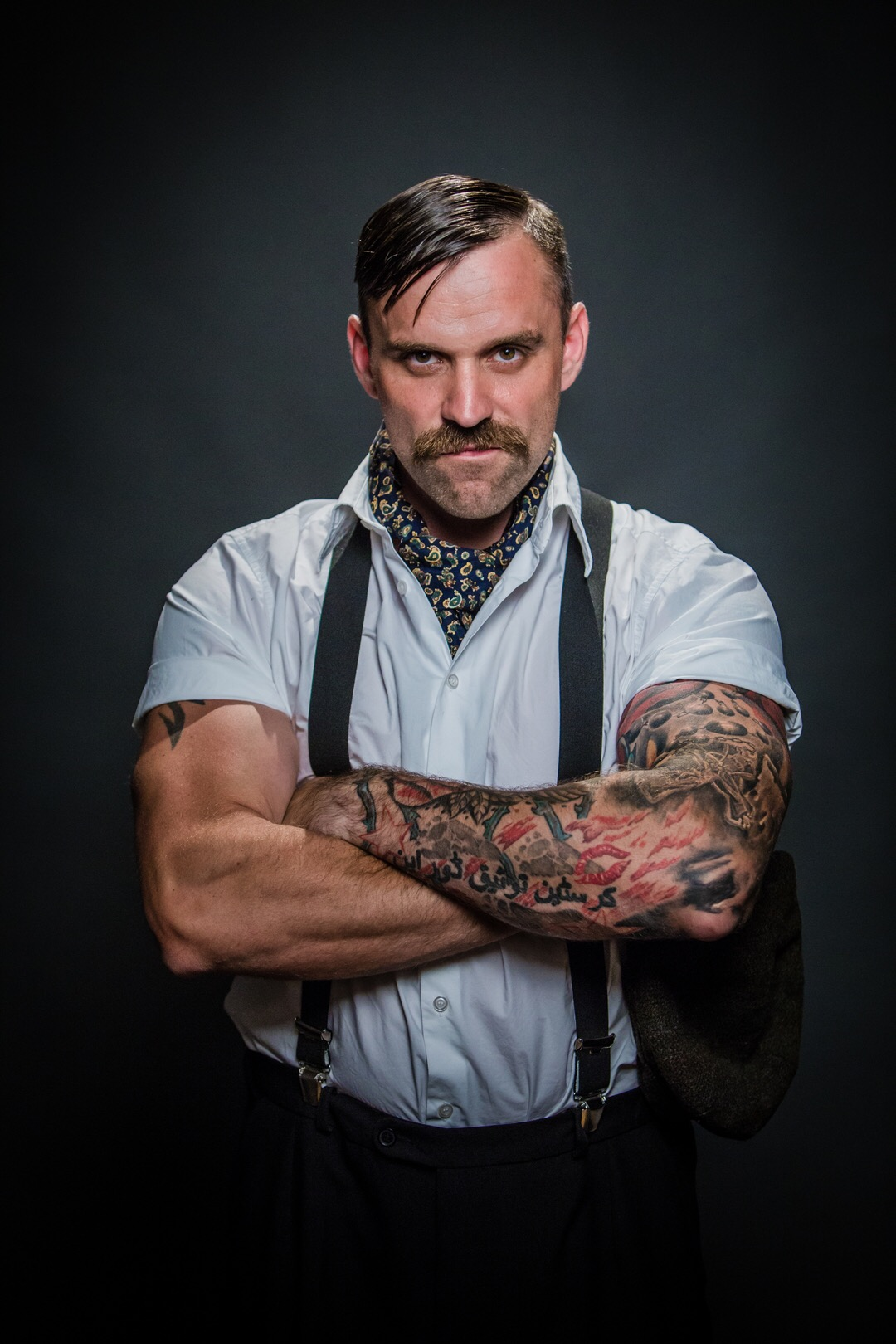
Joe Tödtling, 2019

Josef „Joe“ Tödtling (* 20. Oktober 1979 in Anger) ist ein österreichischer Stuntman, Stuntkoordinator und Schauspieler. Seit 2009 ist er auch als einziger Österreicher Mitglied im Bundesverband deutscher Stuntleute.

## Leben
Joe Tödtling wurde als Sohn eines Fahrdienstleiters und einer Gastwirtin als erstes von vier Kindern in Anger in der Oststeiermark geboren. Er besuchte die Volks- und Hauptschule, danach ein Jahr das Polytechnikum in Passail. Während der Schulzeit entdeckte er seine Liebe zur Schauspielerei und wirkte in einigen Schulproduktionen mit. Während der Volks- und Hauptschulzeit besuchte er auch schulbegleitend die Musikschule in Passail und erlernte dort die Instrumente Trompete und Schlagzeug.
Nach der Schule entschloss er sich, die Lehre eines Rauchfangkehrers zu absolvieren. Auch während dieser Zeit wirkte er in diversen Kabarettproduktionen mit, bei denen er auch als Texter und Kostümbildner mitarbeitete. Zeitgleich spielte er auch kleinere Rollen bei den örtlichen Burgspielen, die weit über die steirischen Grenzen hinaus bekannt sind. Nach der Lehre leistete Joe Tödtling seinen 7-monatigen Präsenzdienst beim österreichischen Bundesheer. Dort erlernte er auch den Umgang und Einsatz von diversen Waffen und Kriegsgeräten. Während dieser Zeit meisterte er auch die einwöchige Selektion zum Heerespiloten, in wessen Ausbildung er auch nach dem Grundwehrdienst wechselte. Bei Kunstflugübungen lernte Joe Tödtling, auch mit Extremsituationen klarzukommen, und wechselte vom aktiven Soldaten in den Milizstand, um eine Stuntmanausbildung zu absolvieren.
Kurz darauf flog er nach Amerika. Er besuchte die Stuntschule von Kim Kahana, der unter anderem 30 Jahre fixes Stuntdouble von Charles Bronson und auch bei anderen erfolgreichen Actionproduktionen als Stuntman und Stunt-Koordinator tätig war. In dieser Zeit konnte Joe Tödtling viel von Kahana über die Arbeit eines Stuntman und Stunt-Koordinators lernen und setzte das Gelernte auch später erfolgreich um.
Seit 2001 hat Tödtling unter anderem für Produktionen wie The Monuments Men, Hitman: Agent 47, Point Break, Out of Control, Gunpowder Milkshake, Matrix 4 sowie für div. Netflix-, Amazon-Prime- und Sky-Serien gearbeitet. Des Weiteren hat er ISNR Abu Dhabi, die Opéra Bastille in Paris, die Klangwolke in Linz, die Ryiadh Opening Season 2021vor 750.000 Zusehern uvm. mit seinem Know-how als Stunt-Koordinator und Stuntman bereichert. Des Weiteren ist Joe bei der 17. Staffel von America’s Got Talent aufgetreten und hat im Entertainmentbereich neue Maßstäbe gesetzt.

## Filmografie

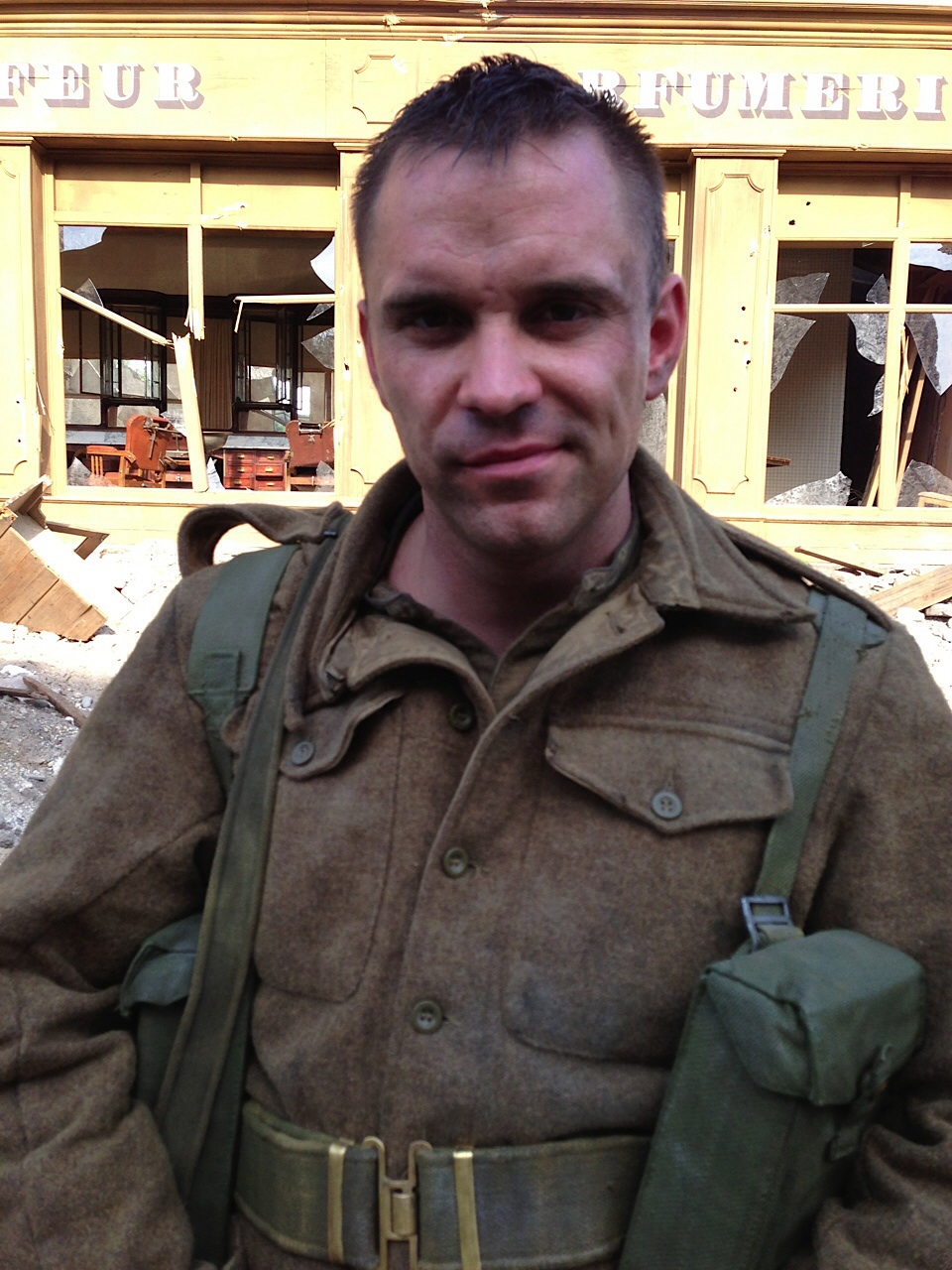
Joe Tödtling am Set von „The Monuments Men“

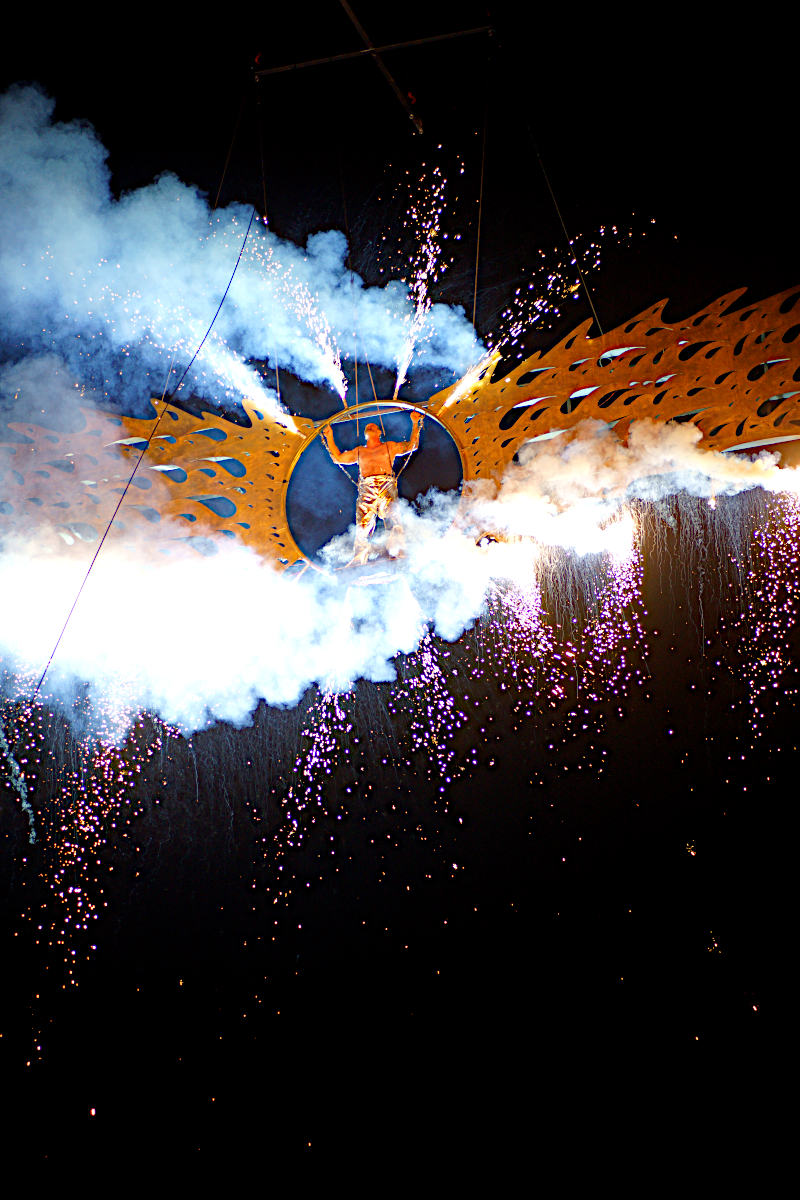
Joe Tödtling stürzt als brennender Ikarus bei der Linzer Klangwolke 2019 in die Donau

### Projekte als Stuntman/Stunt Player
- 2024: The Phoenician Scheme
- 2024: Reeperbahn Special Unit 65
- 2024: Praxis mit Meerblick
- 2024: Chantal im Märchenland
- 2024: A Better Place
- 2024: Dünentot - Dünenfeuer
- 2023: Turmschatten
- 2023: Der Bremerhaven Krimi - Tödliche Fracht
- 2023: Eine Billion Dollar
- 2023: Hades - Eine wahre Geschichte
- 2023: Die Tribute von Panem – The Ballad of Songbirds and Snakes
- 2023: Mandy und die Mächte des Bösen
- 2023: Pulled Pork
- 2023: Operation White Christmas
- 2023: Sam - Ein Sachse
- 2023: Tatort
- 2022: The Recruit
- 2022: Babylon Berlin
- 2022: Notruf Hafenkante
- 2022: Guglhupfgeschwader
- 2022: America’s Got Talent
- 2022: Letzte Spur Berlin
- 2022: Ze Network
- 2022: Taktik
- 2021: Matrix Resurrections
- 2021: Gefährliche Nähe
- 2021: Gunpowder Milkshake
- 2021: Stralsund: Das Manifest
- 2021: Die Rettung der uns bekannten Welt
- 2021: Letzte Spur Berlin „Folterknecht“
- 2021: Nord bei Nordwest „Im Namen des Vaters“
- 2020: Hausen
- 2020: Der Bozen-Krimi: Blutrache
- 2019: Der Bozen-Krimi: Falsches Spiel
- 2019: Als ich mal Groß war
- 2019: Counterpart
- 2019: Der Bulle und das Biest
- 2019: Der Alte
- 2018: Dogs of Berlin
- 2018: Cops
- 2018: Hot Dog
- 2017: Gift
- 2017: Der Bozen-Krimi
- 2017: Die Hölle
- 2016: A Cure for Wellness
- 2016: Out of Control
- 2016: Polizeiruf 110
- 2016: Berlin Station
- 2016: Supernowak - Der Held der Konsumenten
- 2016: Tatort
- 2016: Männertag
- 2016: Die Zielfahnder: Flucht in die Karpaten
- 2016: Notruf Hafenkante
- 2016: Hannas schlafende Hunde
- 2016: Tschiller: Off Duty
- 2015: Mord in bester Gesellschaft
- 2015: Sense8
- 2014: Point Break
- 2014: Chainreaction
- 2014: Hitman: Agent 47
- 2013: Trafo
- 2013: The Monuments Men
- 2012: Tempus Fug'it
- 2012: Abenteuer Leben – Über Stock und Stein
- 2012: Aus dem Leben – Stuntmen-Helden im Verborgenen
- 2012: P&S Cam X35
- 2012: Servus Ishq
- 2012: Vedunia – The Hunted
- 2012: Suller
- 2011: Aux Gazelles Club – Pom de Gre...
- 2011: Grimm’s Snow White
- 2011: Chili Gym – Are you Xtreme?
- 2010: ID:A
- 2010: Over the Moon
- 2009: Snipers Diary
- 2008: Auf brennendem Sand
- 2007: Wie bitte? - Stunt Awards 2007

### Projekte als Stunt Koordinator
- 2024: Berlin Nobody
- 2024: Helgoland 513
- 2023: HADES – Eine (fast) wahre Geschichte aus der Unterwelt
- 2023: Mandy und die Mächte des Bösen (Fernsehserie)
- 2022: Taktik
- 2022: Operation White Christmas
- 2021: Letzte Spur Berlin
- 2020: Der Alte „Kaltes Wasser“
- 2018: Gestalten
- 2018: Cops
- 2018: Sonate
- 2017: Jungwild
- 2016: Polizeiruf 110
- 2016: Hannas schlafende Hunde
- 2015: Daily Planet
- 2015: Cafe Puls
- 2015: Austrias Next Topmodel
- 2015: ORF Thema
- 2014: Chainreaction
- 2014: After Hell
- 2013: Onatah
- 2013: Trafo
- 2013: Schleierhaft
- 2013: Covert Affairs
- 2013: Die Geschichte einer Legende
- 2012: Star Movie
- 2012: Aus dem Leben – Stuntmen, Helden im Verborgenen
- 2012: Mit besten Grüssen
- 2012: P&S Cam X35
- 2012: The Indian
- 2012: Servus Ishq
- 2012: Vedunia – The Hunted
- 2012: Die Schönheit des Lebens
- 2012: Suller
- 2011: Erdbeerland
- 2011: Grimm’s Snow White
- 2011: Chili Gym – Are you Xtreme?
- 2010: Over the Moon
- 2009: Snipers Diary
- 2008: Auf brennendem Sand

### Projekte als Schauspieler
- 2009: Snipers Diary
- 2011: Over the Moon
- 2011: ID:A – Identität anonym
- 2011: Pom de Grenade
- 2012: Suller
- 2012: Grimm’s Snow White
- 2012: Tempus Fug'it
- 2012: HILTI
- 2012: Kapsch
- 2013: Covert Affairs
- 2014: Agent 47
- 2014: Chainreaction
- 2014: Point Break
- 2015: Sense8
- 2015: Mord in bester Gesellschaft
- 2016: Tschiller: Off Duty
- 2016: Notruf Hafenkante
- 2016: Berlin Station
- 2016: Out of Control
- 2017: Gift
- 2018: Hot Dog
- 2018: Cops
- 2018: Dogs of Berlin
- 2018: Counterpart
- 2018: Tatort
- 2021: Dengler „Kreuzberg Blues“
- 2022: Taktik
- 2022: Operation White Christmas
- 2022: Guglhupfgeschwader

## Auszeichnungen

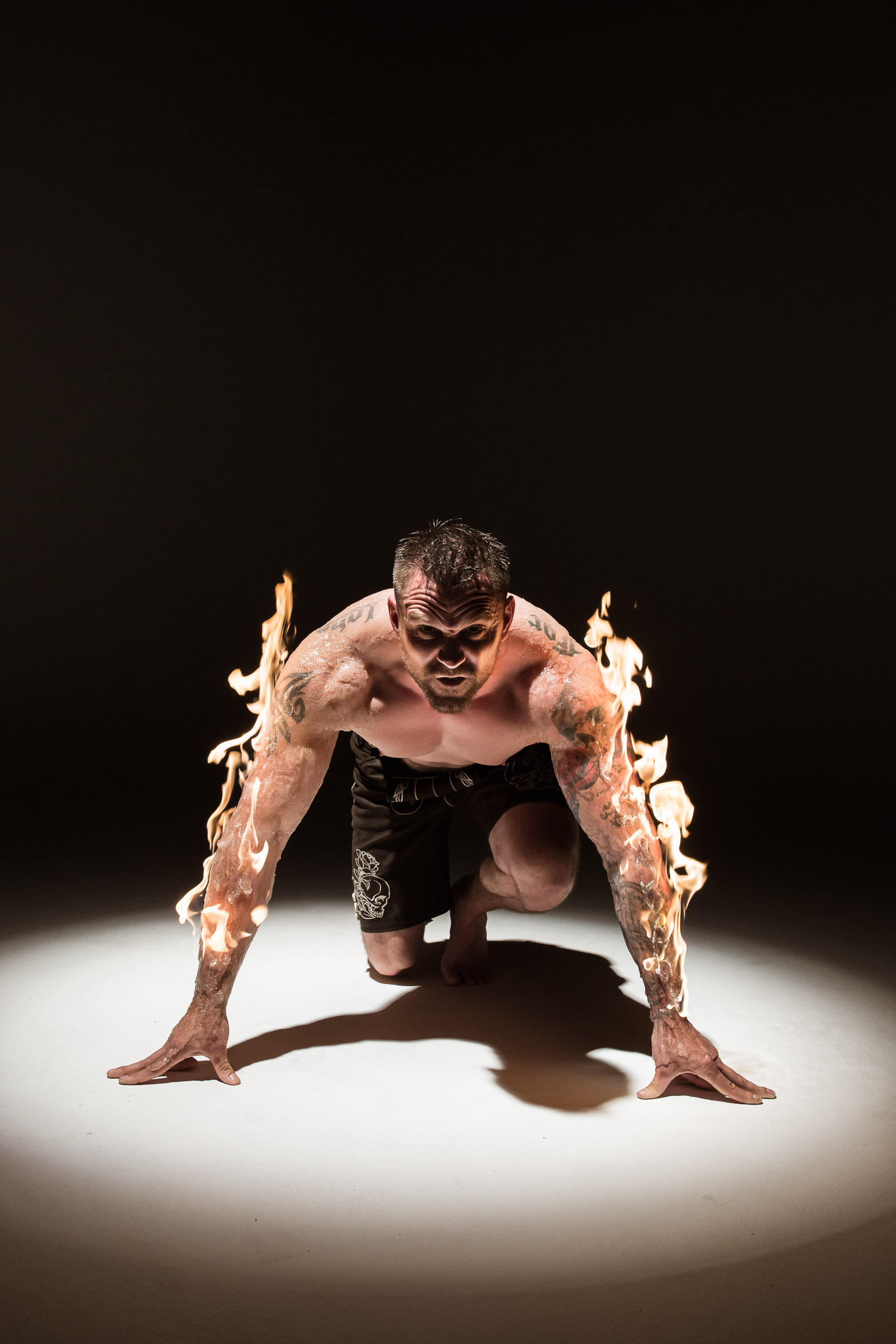
Tödtling führt einen „Naked Skin Burn“ vor.

Joe Tödtling wurde im April 2013 mit dem International Munich Hall of Honours Award „Best Stunt in Martial Arts Movies“ ausgezeichnet und hat im November desselben Jahres den Guinness World Record „Longest Duration Full Body Burn (without oxygen supplies)“ mit einer Zeit von 5:41 min. gebrochen und ist somit Weltrekordhalter in dieser Disziplin. Des Weiteren hat Joe im Juni 2015 auf der Teichalm zwei weitere Guinness Weltrekorde gebrochen: Er hat während eines Full Body Burns den „Longest distance pulled by a horse while on full body burn“ (500 m) und den „The farthest distance pulled by a vehicle full body burn“ (582 m) gebrochen. Das heißt, Tödtling hat eine Gesamtstrecke von 1082 m während eines Full Body Burns zurückgelegt, welches bis dato einmalig in der Geschichte der Stunts und des Guinness Book of Records ist. Des Weiteren hat Tödtling im Zuge der italienischen Show „Lei Show de Primati“ am 31. Januar 2021 zwei weitere Guinness Weltrekorde aufgestellt. Einmal den „Fastest 200m Cycling Full Body Burn“ und zum zweiten den „Fastest 100m relay run Full Body Burn (Team of four)“. Bei der Citywalk Jeddah 2023 Stuntshow „Black Rose“ hat Joe einen weiteren Guinness World Record am 9. Mai 2023 aufgestellt. Er hat den Longest „Full Body Burn on a Zip Wire“ von 61,4 m für die Stuntshow über 70-mal ausgeführt.